# Фармация
Фармаци́я (лат. pharmacia от др.-греч. φαρμακεία «применение, употребление лекарств, лекарственных средств», от греч. φάρμακον «лекарство; применение лекарств»), апте́чное де́ло — комплекс научно-практических дисциплин, изучающих проблемы создания, безопасности, исследования, хранения, изготовления, отпуска и маркетинга лекарственных средств, а также поиска природных источников лекарственных субстанций.
В комплексе с фармакологией составляет науку о лекарствах.
Термин восходит к древнегреческому понятию «фармакон» (греч. φάρμακον), что означает лекарство (то, что излечивает болезни или помогает при них) и одновременно яд, что символизирует один из древнейших принципов медицины: лекарство может стать ядом, а яд в определённой дозировке может стать лечебным свойством. В то же время термин pharmaus означал «приготавливающий яд».
С 2013 года в России День работника фармацевтической отрасли отмечается 19 мая.

## Основные разделы фармации
Фармация включает такие разделы, как фармацевтическая химия, технология фармацевтических препаратов и лекарственных форм, судебная химия, фармакогнозия, организация и экономика фармации, военная фармация и другие.
Специалисты в области фармации называются фармацевтами (среднее специальное образование) и провизорами (высшее образование).
К фармацевтическим учреждениям относятся:
- научно-исследовательские институты;
- лаборатории и предприятия, изготовляющие лекарственные средства (фармацевтические фабрики);
- учреждения, ведающие сбором и обработкой лекарственных растений (заготовительные подразделения и фармфабрики);
- аптеки и склады;
- контрольно-аналитические лаборатории.